# ریشه‌های تقارن
منشأ تقارن (به انگلیسی: Origin of Symmetry) دومین آلبوم از گروه آلترنتیو راک بریتانیایی میوز است که در ۱۷ ژوئیه ۲۰۰۱ توسط تیست مدیا منتشر شد. این آلبوم از نظر فروش به موفقیت فراوانی دست یافت و در جدول موسیقی آلبوم‌های بریتانیا به جایگاه ۳ رسید و گواهی پلاتین گرفت. عنوان این آلبوم و همچنین تم درونی آن برگفته از متن فیزیک‌دان نظری میچیو کاکو در کتابش ابرفضا بود.